# Estadio Santa Lucía
Estadio Municipal Santa Lucía – stadion piłkarski w gwatemalskim mieście Malacatán, w departamencie San Marcos. Obiekt może pomieścić 8 000 widzów, a swoje mecze rozgrywa na nim drużyna Deportivo Malacateco.
Stadion oddano do użytku w 1963 roku. W 2009 roku, przy okazji awansu lokalnego klubu Deportivo Malacateco do pierwszej ligi, zdemontowano murawę trawiastą i zdecydowano się zamontować sztuczną. W 2015 roku zamontowano sztuczne oświetlenie (cztery maszty oświetleniowe).